# Christian Olsson
Christian Olsson (* 25. ledna 1980, Göteborg) je bývalý švédský atlet, olympijský vítěz, mistr světa, dvojnásobný halový mistr světa, dvojnásobný mistr Evropy a halový mistr Evropy v trojskoku.
V roce 2003 a 2004 se stal vítězem ankety Atlet Evropy. V roce 2010 skončil na halovém mistrovství světa v Dauhá na čtvrtém místě.

## Osobní rekordy
7. března 2004 skočil na halovém MS v Budapešti 17,83 m, čímž vyrovnal halový světový rekord Kubánce Aliecera Urrutia z roku 1997. Rekord překonal na HMS 2010 v katarském Dauhá francouzský trojskokan Teddy Tamgho výkonem 17,90 m.
- trojskok (hala) – 17,83 m – 7. března 2004, Budapešť
- trojskok (venku) – 17,79 m – 22. srpna 2004, Athény

- skok daleký – 771 cm
- skok vysoký – 228 cm